# NGO Monitor
NGO Monitor is een niet-gouvernementele organisatie (ngo) gevestigd in Jeruzalem. Het zelfverklaarde doel is de transparantie van NGO's te onderzoeken en hun houding ten aanzien van mensenrechten ter discussie te stellen. Zij richt zich daarbij op organisaties die werkzaam zijn in de context van het Arabisch-Israëlisch conflict. 
NGO Monitor werkt vanuit het Israëlische Institute of Contemporary Affairs (ICA), een onderdeel van het Jerusalem Center for Public Affairs (JCPA). Het JCPA heeft sinds eind 2022 de organisatie gewijzigd en heet sindsdien Jerusalem Center for Security and Foreign Affairs (JCFA). 
NGO Monitor is een van de media via welke dit 'Jerusalem Center' publicaties verspreidt.
NGO Monitor wordt verweten zich selectief te richten op organisaties en NGO's die kritisch staan ten opzichte van de politiek van Israël. Het presenteert zich als een niet-politieke onafhankelijke organisatie, maar uit zowel de contacten van deze NGO binnen het Jerusalem Center als uit zijn focus en werkwijze blijkt dat deze NGO directe banden heeft met de Israëlische regering en dat zijn doelen en handelen politiek en ideologisch gemotiveerd zijn.
NGO Monitor is als een Canadese Goede doelen instelling geregistreerd bij de  Canadese Belastingdienst (Canada Revenue Agency (CRA No.769006933 RR0001), en gecontracteerd door de Canadese Stichting voor Openbaar Beleid (FPPD) (Foundation for Public Policy Development) om in Canada en wereldwijd financiering te voorkomen van NGO's die discriminatie propageren. Deze stichting zet zich in voor mensenrechten in Canada zelf en van alle internationale verdragen binnen de categorie van de mensenrechten, categorieën  binnen de mensenrechtenafspraken van de Verenigde Naties en en alle internationale conventies, protocols en overeenkomsten waaronder die van Arbeidsorganisaties en de Geneefse Conventies.
Canadese 'advocaten voor vrede' meldden in januari 2025 dat de in Canada geregistreerde status als 'Goed Doel' is gebruikt als middel voor zionistische politieke groepen om oorlogsmisdaden in Palestina, en daaraan gerelateerde politieke belangen, te financieren.

## Organisatie
NGO Monitor werd in 2002 opgericht door Gerald M. Steinberg, in samenwerking met de Amerikaanse "Wechsler Family Foundation" en B'nai B'rith International. B'nai B'rith is sinds 2004 eigenaar van het Amerikaanse handelsmerk 'NGO Monitor'.

### Jerusalem Center
NGO Monitor opereert vanuit het Institute of Contemporary Affairs (ICA), eveneens opgericht door de "Wechsler Family Foundation", onderdeel van het JCPA Jerusalem Center for Public Affairs ofwel JCFA (Jerusalem Center for Security and Foreign Affairs), een pro-Israëlische denktank met een negatieve en zeer kritische visie op de Palestijnse Autoriteit en de BDS-beweging. Het Jerusalem Center houdt zich op vele vlakken bezig om over een breed verspreidingsgebied inside-informatie en publicaties via internet, zoals NGO Monitor, te verschaffen aan opiniemakers en leiders in de Joodse wereld. Ook organiseert ze via het ICA presentaties door toppolitici en militaire experts voor Corps diplomatique en buitenlandse pers.
Een van hoofdfinanciers van het JCPA is Sheldon Adelson. In 2012 doneerde hij een miljoen dollar aan het JCPA via een ander instituut geleid door Dore Gold.
Dore Gold, een voormalig Israëlisch ambassadeur bij de Verenigde Naties, voormalig Directeur-Generaal van het Israëlische ministerie van Buitenlandse Zaken en voormalig adviseur van premier Ariel Sharon en Benjamin Netanyahu, leidde het ICA van 2000 tot 2022. In 2004 werkten Gerald Steinberg, Simon Plosker, David Mader, Aharon Etengoff en Simon Lassman voor de organisatie.
De directeur van het Jeruzalem Center is Alan Baker, voormalig Israëlisch ambassadeur voor Canada en voormalig adviseur voor het Israëlische ministerie van Buitenlandse Zaken.
Gerald Steinberg, voormalig directeur, verklaarde in 2018 tegenover de NRC dat hij NGO Monitor in 2002 heeft opgericht als een academisch project en zelf niet verbonden is aan een partij of politicus. Hij ontkende ooit een baan bij een ministerie te hebben gehad. Uit een curriculum vitae noemde hij zich evenwel onder meer "adviseur van het ministerie van Buitenlandse Zaken". Uit een cv van oktober 2004 blijkt dat hij diverse functies uitoefende voor de Israëlische regering, waaronder als adviseur voor de  premier. Daarnaast was hij columnist in een reeks internationale bladen. Twee jaar later omschreef hij zichzelf als adviseur voor de National Security Council van de Office of the Prime Minister.
Gerald Steinberg, Alan Baker en Dore Gold waren in 2025 alle drie fellows van het Jerusalem Center.
NGO Monitor is naar eigen zeggen een onafhankelijk, niet aan een partij gebonden onderzoeksinstituut, dat gericht is op het bevorderen van transparantie en verantwoording van NGO's, primair in de context van het Arabisch-Israëlisch conflict. Het zegt zich te focussen op NGO's en hun financierders, die actief zijn in "delegitimatie van Israël". Dit omvat de BDS-beweging, antisemitisme en wat NGO Monitor beschouwt als "misbruik en exploitatie van waarden van mensenrechten om anti-Israël agenda's te promoten".
De Policy Working Group (PWG), een collectief van Israëlische ex-diplomaten, academici en anderen onder voorzitterschap van de voormalige Israëlische ambassadeur voor Zuid-Afrika Ilan Baruch, noemt in een uitvoerig rapport over NGO Monitor deze zelfomschrijving onoprecht. Het rapport concludeert dat het een aan de regering gelieerde organisatie is die selectief mensenrechtenorganisaties aanvalt, bijna geheel steunt op donaties uit de VS, zich onthoudt van de transparantie die het van anderen eist en en misleidende en tendentieuze informatie verspreidt die wordt gepresenteerd als feitelijk diepgaand onderzoek.

## Werkwijze
Op zijn website publiceert NGO Monitor (deels sterk verouderde) databases over de financiering van Palestijnse NGOs en van Israëlische NGOs die de Palestijnse zaak steunen. Ook wordt per NGO een overzicht gegeven van het onderwerp binnen het Israëlisch-Palestijnse conflict waarin deze actief is en hoe deze daarover heeft bericht.
NGO Monitor werkt nauw samen met de Israëlische regering. Bijeenkomsten in Europa voor de organisatie worden door Israëlische ambassades gefaciliteerd. Rapporten van de organisatie werden door Israëlische ministers gebruikt om hun gesprekspartners in Europa aan te vallen, gecombineerd met mediacampagnes. In een rapport van het Israëlische ministerie van Strategie uit 2018 kwamen veel van NGO Monitors klassieke verdachtmakingen terug. Ook nemen sommige Israëlische kranten de ongefundeerde claims van NGO Monitor letterlijk over.
Volgens PWG voeren nationalistische organisaties in Israël, zoals NGO Monitor, drie strategieën om mensenrechtenorganisaties te ondermijnen: 
- 1.delegitimering door tactieken van 'naming en shaming', door associëren met terroristische organisaties;
- 2. shaming van educatieve en culturele organisaties en media die deze gedelegitimeerde organisaties uitnodigen om bij hen te spreken;
- 3. afsnijden van financiële bronnen door middel van lobbying in de donorlanden en hun regeringen onder druk zetten om de financiering stop te zetten.[20],p.3,[21]

Een voorbeeld van 'schuld door associatie' iemand verdacht maken omdat hij een familielid met een verdachte achtergrond heeft, of dat die aanwezigheid op een bijeenkomst. Steun voor de boycotbeweging wordt op gelijke voet gesteld met terrorisme, terwijl kritiek op de Israëlische bezetting van de Westelijke Jordaanoever door NGO Monitor "inmenging in interne aangelegenheden" wordt genoemd.
In Nederland wordt de boodschap van de organisatie verspreid en versterkt door lobby-organisaties als het CIDI en Christenen voor Israël en verwante partijen in het parlement. In recente jaren tot 2018 werden door rechtse partijen minstens negen Kamervragen en moties ingediend die rechtstreeks waren gebaseerd op informatie van NGO Monitor. Ook elders in Europa wordt de organisatie door rechtse partijen omarmd.

## Financiering
NGO Monitor geeft zelf aan dat de financiering door de "Wechsler Family Foundation" voorheen  liep via het Jerusalem Center for Public Affairs (JCPA). Een ander deel van de financiering kwam rechtstreeks van Harry Wechsler
Ook Nina Rosenwald, een lid van de Council on Foreign Relations en Committee for Accuracy in Middle East Reporting in America (CAMERA) behoort tot de financiers.
Andere geldschieters zijn onder meer de "Newton and Rochelle Becker Charitable Trust" uit Los Angeles en de "Ben&Esther Rosenbloom Foundation" uit Baltimore. De lijst met financiers is niet uitputtend en ook wordt de totale financiering niet geopenbaard op de officiële website.
Uit het Jaarverslag van 2023 blijkt dat het enige doel van de Foundation for Public Policy Development (FPPD) en de Canada Charity Partners {CCP) is om fondsen te verwerven voor NGO Monitor.

## Aantijgingen door NGO Monitor
NGO Monitor heeft verschillende vooraanstaande mensenrechtenorganisaties bekritiseerd over het negeren van "de Palestijnse verantwoordelijkheid voor het conflict" en het minimaliseren van "Israëls recht tot zelfverdediging". Organisatie die deze kritiek trof waren onder meer Christian Aid, Human Rights Watch, Artsen zonder Grenzen, Amnesty International, Oxfam en het Center for Constitutional Rights.
NGO Monitor heeft ook documenten samengesteld waarin zij Amnesty Internationals reactie op het etnische, religieuze en racistisch geweld in Soedan vergeleek met hun behandeling van Israël. Tijdens de Tweede Soedanese Burgeroorlog werden twee miljoen mensen gedood en vier miljoen mensen uit hun huis gedreven. NGO Monitor stelt dat Amnesty International slechts zeven rapporten heeft opgesteld over Soedan, tegen 39 over Israël.
Zij stelden daarbij: “While ignoring the large-scale and systematic bombing and destruction of Sudanese villages, AI issued numerous condemnations of the razing of Palestinian houses, most of which were used as sniper nests or belonged to terrorists. Although failing to decry the slaughter of thousands of civilians by Sudanese government and allied troops, AI managed to criticize Israel’s ‘assassinations’ of active terrorist leaders.” Verder stelden zij dat er 52 rapporten waren over Soedan en 192 over Israël. NGO Monitor is van mening dat "dit gebrek aan balans en objectiviteit en aanwijsbare politieke partijdigheid is totaal inconsistent met AI's officiële missie verklaring".
NGO Monitor heeft in het verleden ook de Amerikaanse liefdadigheidsinstelling Ford Foundation bekritiseerd wegens het financieren van een groep ngo's die door de NGO Monitor wordt beschuldigd van het vergoelijken van geweld tegen Israël. De Ford Foundation heeft hierop haar beleid gewijzigd aangaande de financiering van ngo's. Zij heeft zich de beschuldigingen aangetrokken en verklaarde dat haar betrokkenheid in de Palestijnse gebieden een weerspiegeling is van haar opvatting dat een juiste oplossing van het conflict van vitaal belang is voor de regio en de directe betrokkenen. Bovendien verklaarde zij ook groepen als het New Israel Fund te ondersteunen.
NGO Monitor stelt ook dat B'Tselem, een ngo die zichzelf "het Israëlische Informatiecentrum voor mensenrechten in de door Israël bezette gebieden" noemt, gebruikmaakt van "grove en demoniserende retoriek die bedoeld is om politieke steun voor de Palestijnen te verkrijgen".
NGO Monitor heeft ook het New Israel Fund (NIF) bekritiseerd. Deze organisatie, die aangeeft dat haar primaire doel is het versterken van de Israëlische democratie, wordt bekritiseerd vanwege het financieren van organisaties die volgens NGO Monitor betrokken zijn bij een "campagne om de legitieme status van Israël te ondermijnen". Deze beschuldigingen worden door de voorzitter van NIF (en hoogleraar rechten aan het Georgetown University Law Center) Peter Edelman, ontkend. Hij noemde NGO Monitors kritiek "ondemocratisch en onjoods" en "intrinsiek en fundamenteel onjuist". Larry Garber, directeur van NIF, en Elizier Ya'ari, NIF's directeur Israël en gepensioneerd majoor van de Israëlische luchtmacht, schreven in een ingezonden stuk in The Jerusalem Post dat als Israël de standpunten van Gerald Steinberg, NGO Monitors directeur, accepteerde, de "geloofwaardigheid van Israël – en, belangrijker, de morele statuur van het land – daaronder te lijden zou hebben".
Op 12 oktober 2006 diende NGO Monitor een verzoekschrift in bij de Regering van het Verenigd Koninkrijk over de financiering van Israëlische ngo's.
Het EAPPI- programma, sinds 2002, van de Wereldraad van Kerken om dialoog en vrede te bevorderen op de Westelijke Jordaanoever en door hun aanwezigheid Israëlische kolonisten te doen afzien van agressie en geweld tegen Palestijnse inwoners, werd door NGO-Monitor afgeschilderd als Een trainingskamp voor de anti-Israëllobby. Israël had het al enkele jaren daarvoor het project al bemoeilijkt. In 2019 moest het programma noodgedwongen stoppen.

## Kritiek op NGO Monitor
In een ingezonden stuk in "The Forward" nam Leonard Fein, voormalig hoogleraar aan de Brandeis University, stelling tegen de uitlatingen van NGO Monitor dat Human Rights Watch (HRW) een "extreme nadruk legt op de kritische benadering van Israël" en dat zij meer rapporten over HRW uitgegeven heeft dan over enig andere van de 75 ngo's waar zij zich mee bezighoudt. In zijn artikel schrijft Fein onder meer dat Human Rights Watch meer aandacht heeft gegeven aan 5 landen in de regio - Irak, Soedan, Egypte, Turkije en Iran - dan aan Israël, maar dat NGO Monitors directeur Steinberg, ondanks uitvoerige correspondentie, de "misleidende" verklaring op de website niet heeft gecorrigeerd. Fein geeft aan dat NGO Monitor blijkbaar niet vrij is van dezelfde "beperkte politieke en ideologische voorkeuren" waarvan zij HRW beschuldigd. Volgens "The Forward" stelt NGO Monitor dat Human Rights Watch vaker rapporteert over Hamas, Hezbollah en de Palestijnse Autoriteit dan voorheen. HRW verwerpt deze beschuldiging en verklaart dat zij zich na de aanslagen van 9/11 bezighoudt met de bestrijding van terrorisme.
Kathleen Peratis, bestuurslid van Human Rights Watch, bekritiseerde NGO Monitor voor beschuldigingen gericht tegen HRW en zijn "directeur, wiens vader nazi-Duitsland ontvluchtte". Peratis stoorde zich aan een ingezonden artikel van NGO Monitors directeur Gerald Steinberg genaamd "Ken Roth's Blood Libel" (letterlijk vertaald: Ken Roths bloedsprookje). Zij stelt daarbij dat organisaties als NGO Monitor "die speciale uitzonderingen voor Israël willen op de regels voor oorlogvoering" weleens onvoldoende "hebben ingezien wat de implicaties van hun wensen zijn". Peratis bekritiseerde NGO Monitor ook voor het niet specificeren van de beschuldiging dat sommige HRW-verklaringen niet te controleren zijn.
In een artikel voor de Political Research Associates, dat zichzelf omschrijft als een "progressieve denktank gewijd aan het ondersteunen van bewegingen die een betere en inclusieve democratische maatschappij", omschrijven Jean Hardisty en Elizabeth Furdon NGO Monitor als een "conservatieve ngo-waakhond, ... die zich richt op vermeende bedreigingen van de Israëlische belangen" en voegen daar aan toe: "Het ideologische uitgangspunt van NGO Monitors werk is onbeschaamd pro-Israël. Het beweert geen politiek neutraal onderzoek te doen naar de activiteiten en praktijken van ngo's."
Ittijah, de Unie van Arabische Gemeenschapsorganisaties in Israël, zegt dat NGO Monitor met betrekking tot mensenrechten meer de belangen en de stem van de Israëlische staat vertegenwoordigt dan dat het de stem van de civiele maatschappij is. Ittijah stelt verder dat NGO Monitor wordt gestuurd door het Israëlische Ministerie van Buitenlandse Zaken.
Human Rights Watch beschuldigde NGO Monitor in 2009 ook van doen van valse aantijgingen, zich te hebben gecompromitteerd met een bezoek aan Saoedi-Arabië in mei 2009, door daar naar eigen zeggen twee privérecepties bij te wonen in Saoedi-Arabië, in Riyad en Jeddah,  En bijvoorbeeld dat het in 2012 geld zou hebben aangenomen van de Saoedi-Arabische overheid. Het bleek dat directeur Kenneth Roth in 2012 een donatie van $ 470.000 van een in Engeland gevestigde stichting van een Saoedische vastgoedmagnaat had aangenomen door te beloven geen belangenbehartiging van de LGBT-gemeenschap in het Midden-Oosten en Noord-Afrika te ondersteunen. HRW reageerde op deze beschuldiging door te stellen dat "Human Rights Watch op geen enkele wijze overheidsgeld accepteert." Zij stelden verder dat "NGO Monitor niet ter plaatse onderzoek doet" en dat "NGO Monitor iedereen veroordeelt die kritiek uit op Israël."
Uriel Heilman, manager-redacteur van de Jewish Telegraphic Agency (JTA) en journalist van The Jerusalem Post, schreef in een column dat de NGO Monitor-editie van mei 2009 "een aantal oneerlijke (lees: onjuiste) beweringen" bevatte. Gerald Steinberg, hoofd van NGO Monitor, gaf later toe dat het woordgebruik verwarrend was en herzag de formulering.
David Newman, hoogleraar aan de Bar-Ilan-Universiteit, schreef een artikel in The Jerusalem Post waarin hij NGO Monitor bekritiseerde voor het aanvallen van de transparantie van mensenrechtenorganisaties terwijl zij gelijktijdig de duistere financiering en ondersteuning van de extremistische kolonistenorganisaties negeert.
NGO Monitor is ook gekarakteriseerd als een "rechtse Israëlische ngo" door de Inter Press Service. Didi Remez, woordvoerder van de Peace Now-groep, stelde dat NGO Monitor "geen objectieve waakhond is: het is een partijdige operatie die zijn vermeende ideologisch tegenstanders onderdrukt door een geraffineerde toepassing van McCarthy-technieken - zwarte lijsten, schuld door associatie en selectieve filtering van feiten." Toenmalig minister van Buitenlandse Zaken Halbe Zijlstra liet zich eind 2017 vernietigend uit over de betrouwbaarheid van NGO Monitor en hun "heel vaak heel vage" beschuldigingen.
Op 13 december 2017 publiceerde NGO Monitor een afschrift van een brief aan Halbe Zijlstra, waarin ze inging op zijn uitspraken in de Tweede Kamer waarin hij integriteit van het onderzoek door NGO Monitor in twijfel had getrokken. Hij werd gewezen op het feit dat een aantal niet-gouvernementele organisaties (NGO's) die betrokken zijn bij het Arabisch-Israëlische conflict, banden hebben tussen door Nederland gefinancierde niet-gouvernementele organisaties (NGO's) en het Volksfront voor de Bevrijding van Palestina (PFLP), een aangewezen terroristische organisatie in de EU en Israël, en verzocht Zijlstra om alsnog een grondig onderzoek in te stellen.
Op 8 oktober 2020 gaven de Nederlandse ministers Stef Blok en Sigrid Kaag antwoord op schriftelijke vragen van de kant van de kamerleden Van Roon, Wilders en Van Weerdenburg (PVV) over een beweerde band van de Palestijnse mensenrechtengroep Al-Mezan met het Volksfront voor de bevrijding van Palestina en Hamas, die ook door Nederland als terreurgroepen worden beschouwd. Zij vonden dat de ministers de subsidiëring van Al-Mezan meteen moesten stopzetten. Zij verwezen daarbij naar gegevens van NGO Monitor. Blok en Kaag ontkrachtten in hun antwoord de in deze Kamervragen vervatte beschuldigingen van NGO Monitor. In meerdere gevallen bleken bijvoorbeeld de door deze Israëlische ngo beschuldigde medewerkers van Al-Mezan door NGO Monitor te zijn verwisseld met personen die niets met de organisatie te maken hebben. Een medewerker die werd beschuldigd van een ‘leidende rol in de eerste intifada’ bleek destijds elf jaar oud te zijn geweest.